# 井鼠屬
井鼠屬（井鼠），哺乳綱、囓齒目、鼠科的一屬，而與井鼠屬（井鼠）同科的動物尚有巨齒鼠屬（巨齒鼠）、非洲水鼠屬（非洲水鼠）、無耳水鼠屬（無耳水鼠）、狐尾雲鼠屬（狐尾雲鼠）等之數種哺乳動物。